# Hogna otaviensis
Hogna otaviensis este o specie de păianjeni din genul Hogna, familia Lycosidae. A fost descrisă pentru prima dată de Roewer, 1960.
Este endemică în Namibia. Conform Catalogue of Life specia Hogna otaviensis nu are subspecii cunoscute.